# Sphaerolana
Sphaerolana là một loài giáp xác nước ngọt trong họ Cirolanidae, tất cả chúng là loài đặc hữu của México.

## Các loài
Các loài trong chi gồm: Tất cả ba loài đều là loài có nguy cơ bị đe dọa hoặc loài dễ tổn thương trong sách đỏ.
- Sphaerolana affinis Cole & Minckley, 1970 – [2]
- Sphaerolana interstitialis Cole & Minckley, 1970 – [3]
- Sphaerolana karenae Rodriguez-Almaraz & Bowman, 1995 – [4]